# ZZK Records
ZZK Records es un sello discográfico de música electrónica con sede en Buenos Aires, Argentina. El sello creció a partir de una fiesta “under” de Buenos Aires llamada Zizek Club que funcionó durante el 2006. Los fundadores Grant C. Dull, Guillermo Canale y Diego Bulacio querían proveer de un formato para nuevos artistas y productores que estuvieran combinando los sonidos más tradicionales de Latinoamérica, tales como la cumbia, con el hip hop, el reguetón, el dancehall y otros estilos de música electrónica.
En 2008, ZZK Records se estableció como un sello independiente, brindando reconocimiento internacional a los artistas que estaban detrás de los nuevos sonidos de la cumbia electrónica con el lanzamiento de ZZK Sound vol. 1: Cumbia digital.

## Artistas
- Chancha Vía Circuito
- Dat Garcia
- Douster
- El G
- El Remolón
- Faauna
- Frikstailers
- King Coya
- La Yegros
- Mati Zundel
- Nicola Cruz
- Super Guachin
- Tremor
- Villa Diamante

## Discografía
2008
- VA - ZZK Sound vol. 1: Cumbia digital
- VA - ZZK Sound vol. 1: Cumbia digital (Vinyl sampler)
- Fauna - La manita de Fauna
- Chanca Via Circuito - Rodante
- Chanca Via Circuito - Rodante (Vinyl sampler)
- El Remolón - Pibe cosmo
- El Remolón - Pibe cosmo (Vinyl sampler)

2009
- Fauna - La manita de Fauna (Vinyl sampler)
- VA - ZZK Sound vol. 2
- Villa Diamante - Empacho digital
- Fauna - La manta de Fauna (Remixes)
- King Coya - Cumbias de Villa Donde
- Douster - Triassic EP
- Tremor - Caracol EP
- El Remolón - Pibe cosmo B Sides

2010
- VA - Porier - Las Americas v.1
- Mati Zundel aka Lagartijeando - Neobailongo EP
- El Remolón - Pangeatico EP

2011
- Frikstailers - Bicho de luz
- Tremor - Para armar
- Chancha Via Circuito - Rio arriba
- Fauna - Manshines
- Super Guachin - Piratas y finchines (EP)

2012
- Mati Zundel aka Lagartijeando - Amazónico gravitante
- VA - Future Sounds of Buenos Aires
- Chancha Via Circuito - Semillas EP

2013
- Fristailers - Gaucha EP
- La Yegros - Viene de mi EP
- Frikstailers- En son de paz
- Fauna - Manshine remixes
- El Remolón - Boxeo constitución
- La Yegros - Viene de mí
- VA - ZZK Sound vol. 3
- Animal Chuki - Capicua EP

2014
- El Remolón - Selva
- Frikstailers - Crop Circles EP

2015
- Luzmila Carpio - Luzmila Carpio Meets ZZK
- Nicola Cruz - Colibria
- El Remolón - Selva remixes
- Nicola Cruz - Prender el alma

2016
- Nicola Cruz - Prender el alma remixed
- VA - 10 Years of electrocumbia
- King Coya feat. La Walichera - Tierra de King Coya

2017
- Nicola Cruz - Puente roto
- Dat Garcia - Maleducada
- Mitú - Cosmus
- Mitú - Fiebre (Nicola Cruz remix)
- Dat Garcia - Maleducada remixes vol. 1
- Tremor - Ave reina mora

2018
- Dat Garcia - Maleducada remixes vol. 2
- Uji - Alborada
- King Coya - Tierra de King Coya

2019
- Nicola Cruz - Siku